# Hypochrysops plotinus
Hypochrysops plotinus är en fjärilsart som beskrevs av Smith 1894. Hypochrysops plotinus ingår i släktet Hypochrysops och familjen juvelvingar. Inga underarter finns listade i Catalogue of Life.